# Lakatos Gabriella

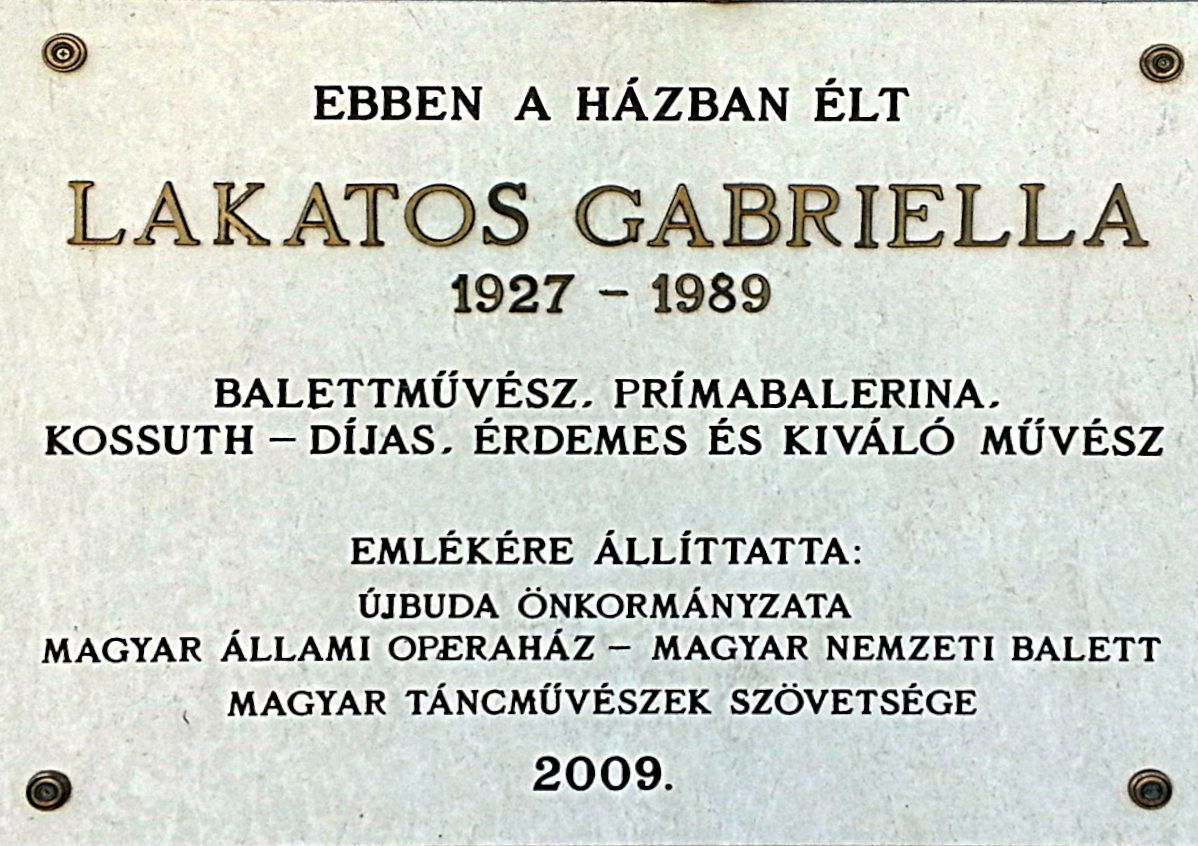
Emléktábla:
XI. kerület, Kelenhegyi út 38/A.

Lakatos Gabriella (Budapest, 1927. október 18. – Budapest, 1989. november 12.) Kossuth-díjas magyar táncművész.

## Életpályája
Ferencvárosi munkáscsaládban született és alig néhány hónapos volt, amikor Rákospalotára került a nagyszüleihez. Nagyanyja német származású volt, aki megtanította írni és olvasni, valamint a német nyelvre is.
Négyéves korában került be a Magyar Rádió szombat délutáni meseműsoraiba. Róna Bácsi (Róna Viktor balettművész édesapja) és Lakner Artúr növendéke, és színtársulataik (Lakner Bácsi Gyermekszínháza) tagja volt, a színlapok „csodababaként” emlegették, s Lakatos Ellykének hívták.
1931-ben a cirkuszban Jancsi bohóccal kuplékat, 1932-ben pedig az Ostende kávéházban Kalmár Pállal magyar nótákat énekelt. Élete első filmszerepét 1933-ban játszotta el az Iza néni című játékfilmben Fedák Sári partnereként. 1937-ben felvették az Operaház balettiskolájába, ahol Nádasi Ferenc növendéke volt, majd 1943-tól a társulat tagja, 1950-től 1973-ig pedig magántáncosa.
Az 1945–46-os évadban a Szegedi Nemzeti Színház balettegyütteséhez szerződött, itt csak operabetétekben kapott szerepet. Korának legtemperamentumosabb, nagyszerű technikájú művésze volt, aki a repertoár szinte összes karakter főszerepét, s néhány klasszikus szerepet is eltáncolt.
Az 1950-es évek végére, partnereivel (Havas Ferenc, Fülöp Viktor, Róna Viktor) nemzetközi szinten ismertté vált.
A Balettintézet tanáraként évtizedekig táncosok százait tanította a balett szépségére, szeretetére.
1973-as nyugdíjazása után után énekesnőként is sikereket ért el, a televízióban szakmai műsorok műsorvezetőjeként is fellépett. A 80-as években két alkalommal még visszatért a színpadra Markó Iván és Novák Ferenc táncszínházi darabjaiban – Az igazság pillanata, ill. Magyar Electra – vállalva szerepet.
1989. november 13-án hunyt el, sírja a Farkasréti temetőben látogatható.

## Színpadi szerepei
- Csajkovszkij–Vaszilij Vajnonen: A diótörő (Mária hercegnő)
- Csajkovszkij–Aszaf Messzerer: A hattyúk tava (Odette-Odilia)
- Aszafjev–Vaszilij Vajnonen: Párizs lángjai (Jeanne, Thérèse)
- Aszafjev–Rosztyiszlav Zaharov: A bahcsiszeráji szökőkút (Zaréma)
- Hacsaturján–Anyiszimova: Gajane (Aisa, Gajane)
- Igor Stravinsky–Mihail Fokin: Petruska (Balerina)
- Maurice Ravel–Cieplinski: Bolero (főszerep) bemutató: 1957.02.21; Divertimento (főszerep)
- Adam–Lavrovszkij: Giselle (Giselle)
- Hérold–Ashton: A rosszul őrzött lány (Lise)
- Manuel de Falla–Harangozó Gyula: A háromszögletű kalap (Molnárné)
- Csajkovszkij–Harangozó Gyula: Rómeó és Júlia (Júlia)
- Rimszkij-Korszakov–Harangozó Gyula: Seherezádé (Seherezádé)
- Ifj. Johann Strauss–Harangozó Gyula: Térzene (Primadonna)
- Farkas Ferenc–Harangozó Gyula: Furfangos diákok (Rozika)
- Kenessey Jenő–Harangozó Gyula: A keszkenő (Sári)
- Bartók Béla–Harangozó Gyula: A fából faragott királyfi (A királykisasszony) bemutató: 1952.03.15
- Bartók–Harangozó Gyula: A csodálatos mandarin (Lány)
- Kenessey Jenő–Vashegyi Ernő: Bihari nótája (Teresa Oliviera-Vénusz) bemutató: 1954.12.02
- Szabó Ferenc–Harangozó Gyula: Ludas Matyi (Eszti)
- Weiner Leó–Eck Imre: Csongor és Tünde (Mirigy)
- Darius Milhaud: Francia saláta (Isabella – táncos) bemutató: 1962.03.11

## Filmjei
- Az élet muzsikája – Kálmán Imre (1984)
- Városbújócska (1985)
- Margarétás dal (1989 – tévéfilm)

## Díjai, elismerései
- Magyar Népköztársasági Érdemérem, arany fokozat (1949)
- Szocialista munkáért (1955)
- Kossuth-díj (1957)
- Érdemes művész (1966)
- Finn Fehér rózsa lovagrend (1969)[3]
- Kiváló művész (1971)

## Emlékezete
- A „primabalerina assolutáról” megemlékezve és a tánc világnapjához kapcsolódva 2009-ben emléktáblát állítottak egykori lakóházának falán, a XI. kerületi Kelenhegyi út 38/A szám alatt.[4]
- Egy táncos díva arcképe címmel 2007-ben nyílt meg az Operaház Vörös Szalonjában az Országos Színháztörténeti Múzeum és Intézet Táncarchívuma és a Magyar Állami Operaház együttműködésében létrehozott, róla szóló kiállítás.[2]